# AIK Fotboll Damer 2024
Säsongen 2024 är AIK:s 55:e säsong, deras 13:e i Damallsvenskan och den första sedan återkomsten till ligan. 
Laget tävlar också i Svenska cupen och deltog där i gruppspelet för Svenska cupen 2023/2024. Samt kvalspelar för upplagan 2024/2025. 
Inför säsongen gjordes en hel del förändringar i truppen efter att laget säsongen innan storstilat vunnit Elitettan. En stomme med spelare från den tidigare säsongen blev dock kvar, bland andra Serina Backmark, Jennie Nordin, Adelisa Grabus och Olivia Lindstedt. En stor förlust kunde dock konstateras när en av lagets stora stjärnor, Matilda Nildén, valde att lämna AIK och istället skriva på för BK Häcken när hennes kontrakt gick ut.  
Bland nyförvärven fanns det få spelare med Damallsvensk rutin så som Felicia Saving, som också hade en bakgrund i AIKs ungdomslag. Desto fler var nyförvärven från Elitettan där Ella Reidy togs in från Jitex och Umeå IKs två bästa spelare från 2023 vrävades in, Villemo Dahlqvist och Ellen Schampi. Sent på vinterfönstret värvades även Nina Jakobsson in i truppen.   
Säsongen blev inledningsvis allt annat än lyckad och laget parkerade långt ner i tabellen. Inför sommaren värvades den tidigare Linköpingsspelaren Anna Oscarsson, och strax därefter presenterades några internationella namn så som målvakten Jada Whyman och yttern Haruna Tabata. En tydlig förstärkning för att undvika nedflyttning. När säsongen väl drog igång igen efter sommaruppehållet blev det dock en tuff start med flera förluster mot topplagen. Och först med 8 matcher kvar kom vändningen. Laget förlorade inte en match de sista åtta omgångarna och slutade till slut på kvalplats sju poäng från nedflyttning.
Kvalet för att hålla sig kvar i Damallsvenskan 2025 blev mot Umeå IK. Första matchen, i Umeå, blev det förlust med 1-0. Laget vände dock på hemmaplan inför rekordpublik på Skytteholm och dubbelmötet slutade totalt 2-1 till AIKs fördel.

## Truppen
https://www.aikfotboll.se/damer/truppen
| Nr          | Land       | Spelare               | Födelsedatum      | Kom från                | Moderklubb             |
| Målvakter   | Målvakter  | Målvakter             | Målvakter         | Målvakter               | Målvakter              |
| ----------- | ---------- | --------------------- | ----------------- | ----------------------- | ---------------------- |
| 28          | Australien | Jada Whyman           | 24 oktober 1999   | Sydney FC               | West Wagga FC          |
| 30          | Sverige    | Serina Backmark       | 21 april 2003     | AIK U                   | Stuvsta IF             |
| 32          | Sverige    | Vendela Persbeck      | 28 augusti 2003   | AIK U                   | Kista SC               |
| Försvarare  |            |                       |                   |                         |                        |
| 2           | Sverige    | Annika Svensson       | 9 augusti 2006    | Boo FF                  | AIK                    |
| 3           | Sverige    | Sofia Parkner         | 22 april 2001     | Sollentuna FK           | FC Djursholm           |
| 4           | Sverige    | Jennie Nordin         | 15 maj 1993       | Piteå IF                | Solrød FC              |
| 5           | Japan      | Haruna Tabata         | 27 maj 2002       | Mynavi Vegalta Sendai   | Viento FC Toyono       |
| 15          | Sverige    | Ellen Schampi         | 12 juni 2002      | Umeå IK                 | Stämnings-gården IK    |
| 17          | Sverige    | Emelie Jansson        | 23 maj 2003       | AIK U                   | Boo FF                 |
| 22          | Sverige    | Anna Oscarsson        | 23 juni 1996      | Glasgow City FC         | FC Gute                |
| 37          | Slovakien  | Patricía Fischerová   | 26 augusti 1993   | IFK Kalmar              | Turčianska Štiavnička  |
| Mittfältare |            |                       |                   |                         |                        |
| 6           | Sverige    | Felicia Saving        | 23 augusti 2002   | Boo FF                  | Linköpings FC          |
| 7           | Sverige    | Michelle Rojas Flores | 7 mars 1997       | Sundsvalls DFF          | IF Brommapojkarna      |
| 8           | Sverige    | Villemo Dahlqvist     | 5 september 2002  | Umeå IK                 | Sunnanå SK             |
| 13          | Sverige    | Daniella Famili       | 19 september 1995 | IF Brommapojkarna       | Bele Barkarby FF       |
| 18          | Sverige    | Nova Selin            | 1 april 2008      | AIK U                   | Vasalunds IF           |
| 21          | Sverige    | Sara Frigren          | 18 april 2005     | Tyresö FF               | Tyresö FF              |
| 23          | Sverige    | Ella Reidy            | 28 juni 2002      | Jitex BK                | Jonsereds IF           |
| 24          | Sverige    | Nova Furevik          | 12 maj 2005       | AIK U                   | IFK Österåker          |
| 25          | Sverige    | Olivia Lindstedt      | 23 maj 2001       | FC Rosengård            | Glumslövs FF           |
| 26          | Sverige    | Wilma Ljung Klingwall | 21 januari 2001   | AIK U                   | Huddinge IF            |
| Anfallare   |            |                       |                   |                         |                        |
| 9           | Sverige    | Moa Sjöström          | 1 januari 1996    | Älvsjö AIK FF           | Spölands IF            |
| 10          | Sydkorea   | Son Hwa-Yeon          | 15 mars 1997      | Incheon Red Steel       | Gwangsan Middle School |
| 11          | Sverige    | Beata Olsson          | 31 januari 2001   | Florida State Seminoles | FC Djursholm           |
| 12          | Sverige    | Nina Jakobsson        | 10 november 1994  | LSK Kvinner             | Morön BK               |
| 14          | Sverige    | Adelisa Grabus        | 26 maj 1996       | Växjö DFF               | Arboga Södra IF        |

### Utlånade spelare
https://www.aikfotboll.se/damer/truppen
| Nr          | Land      | Namn              | Födelsedatum  | Kom från       | Moderklubb  | Utlånad till  |
| Målvakter   | Målvakter | Målvakter         | Målvakter     | Målvakter      | Målvakter   | Målvakter     |
| ----------- | --------- | ----------------- | ------------- | -------------- | ----------- | ------------- |
|             |           |                   |               |                |             |               |
| Försvarare  |           |                   |               |                |             |               |
|             |           |                   |               |                |             |               |
| Mittfältare |           |                   |               |                |             |               |
|             |           |                   |               |                |             |               |
| Anfallare   |           |                   |               |                |             |               |
| 19          | Sverige   | Vendela Dreifaldt | 10 april 2003 | Hammarby IF FF | Huddinge IF | Bollstanäs SK |

### Nyförvärv/förluster 2024
Vinterfönstret
In:
 Felicia Saving (Linköping FC)
 Olivia Lindstedt (FC Rosengård)
 Nova Selin (AIK U)
 Beata Olsson (Florida State Seminoles)
 Villemo Dahlqvist (Umeå IK)
 Ellen Schampi (Umeå IK)
 Ella Reidy (Jitex BK)
 Nina Jakobsson (LSK Kvinner)
Ut:
 Linda Hallin (Eskilstuna United)
 Piyatida Somkompee (ej förlängt)
 Linnea Wennberg (ej förlängt)
 Rubi Reid Jansson (ej förlängt)
 Emma Kimell (ej förlängt)
 Mercy Söderling (avslutat kontrakt)
 Arsema Weldai (avslutat kontrakt)
 Hedda Johansson (avslutat kontrakt på grund av psykisk ohälsa)
 Matilda Nildén (till BK Häcken)
 Julia Laukström (till Gamla Upsala SK)
 Laura Juul Hansen (avslutat kontrakt)

Sommarfönstret
In:
 Anna Oscarsson (Glasgow City FC)
 Haruna Tabata (Mynavi Vegalta Sendai)
 Son Hwa-Yeon (Incheon Red Steel)
 Jada Whyman (Sydney FC)
Ut:
 Monica Hagström (Football Club Gintra)
 Silja Jaatinen (Football Club Gintra)
 Emma Engström (IF Brommapojkarna)

### Ledarstaben
| Position             | Namn                                |
| -------------------- | ----------------------------------- |
| Sportchef            | Herish Sadi                         |
| Huvudtränare         | Jesper Björk                        |
| Assisterande tränare | Zinar Spindari och Henrik Söderlund |
| Målvaktstränare      | Elliot Bastias                      |
| Fystränare           | Thanos Salampasis                   |
| Materialansvarig     | Lars Fremin                         |
| Fysioterapeut        | Edvin Wivallius                     |